# 加藤元
加藤 元（かとう げん、1932年9月8日 - ）は、神戸市出身の獣医師。
長年に亘り最先端の米国の小動物獣医学と教育を紹介。日本における小動物病院のレベル向上と継続教育を提唱。ヒューマン･アニマル・ネイチャー・ボンド（人と動物と自然を科学的に大切にする）の理念の普及と活動を推進。

## 人物・経歴
兵庫県立兵庫高等学校、北海道大学獣医学部卒後、1956年神戸市立王子動物園の獣医師となり、1964年に東京へ。一般的に獣医と言えば「馬のお医者さん」であった時代に、身近な犬や猫を診る獣医を目指しダクタリ動物病院を開業。
海外との交流にも積極的で、1973年のカンザス州立大学をかわきりに、コロラド州立大学、カリフォルニア州立大学、フロリダ州立大学客員教授を歴任、現在もコロラド州立大客員教授をつとめている。1987年全米動物病院協会学術エクセル・アワード、1994年同協会学術ウォルサムアワード（動物福祉･動物愛護）を外国人として初めて受賞。2001年には日本動物病院福祉協会最高賞（JAHAアワード）を受賞している。
2001年の参院選に比例区から自由連合公認で立候補したが落選した。
北海道大学大学院獣医学研究科招聘教員（客員教授）、2008年より千葉科学大学客員教授。

## 著書
- 『小動物臨床の実際Ⅳ』翻訳監訳　1973年（現在ⅩⅣ）
- 『ほめてしつける犬の飼い方』1998年(池田書店)
- 『猫の飼い方、犬の飼い方』1999年(池田書店)
- 『高齢者の心のケア』1999年(小林出版)
- 『ペットでいやそう　こころの病気』1999年(成美堂出版)
- 『新版社会福祉士養成講座10』2001年（分担執筆・中央法規出版）